# Сражение в Кресненском ущелье
Сражение в Кресненском ущелье — последнее сражение Второй Балканской войны между греческой и болгарской армиями.

## География событий
Кресненское ущелье расположено на юго-западе Болгарии, недалеко от города Кресна. Ущелье длиной 20 км вытянуто с юга на север.

## Хроника событий
После побед греческой армии над болгарской (см. Битва под Килкисом), болгары отступили в двух направлениях: на восток, к городу Серре, и на север, к Дойранскому озеру.
Преследуя болгар, греческая армия обошла Дойранское озеро 23 июня, одержала победу в сражении у города Струмица, заняла его 26 июня, прошла укрепленную позицию Рупел и сконцентрировала свои силы перед входом в Кресненское ущелье.

## Первый этап сражения

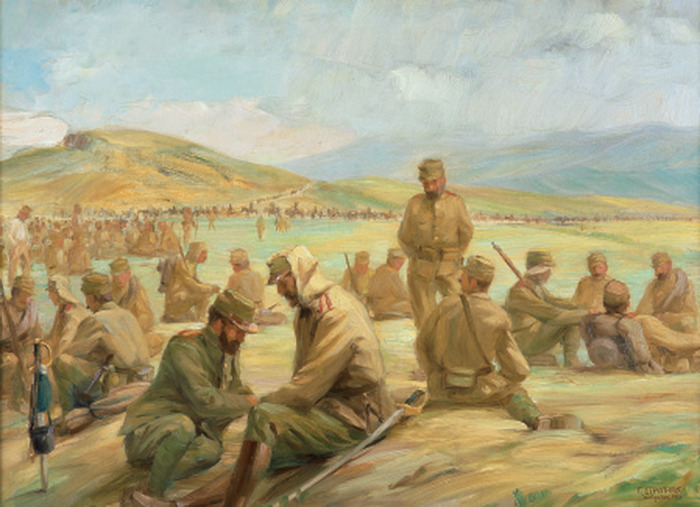
Художник Георгиос Стратигос. Кампания 1913 года

Видя, что сербско-болгарский фронт застыл, главнокомандующий греческой армии король Константин I отдал приказ наступать на Софию.
Греческая армия вошла в ущелье и в результате трёхдневных боёв 8-11 июля подошла к северному выходу из него.

## Политическая ситуация
Греческий премьер-министр Венизелос придерживался мнения, что Греции нет смысла продолжать войну, поскольку основную задачу, предотвращение болгарской угрозы столице Македонии, городу Фессалоники, греческая армия выполнила. Также утратили остроту болгарские претензии на Фессалоники и большую часть Македонии. Одновременно Венизелос осознавал, что и союзная сербская армия также выполнила свою объективную задачу и что сербы не видят смысла в продолжении войны, а также то, что в случае продолжения войны большая часть её тяжести придется на Грецию, что не входило в его планы.
В отличие от премьер-министра, король Константин был сторонником войны до победы и капитуляции Болгарии, надеясь вступить в болгарскую столицу.
Между тем в Восточной Македонии 26 июня, после десантной операции греческого ВМФ, был занят город Кавала, 28 июня греческая армия взяла город Серре, 1 июля — Драму, 12 июля — Александруполис, 13 июля — Комотини.

## Второй этап сражения

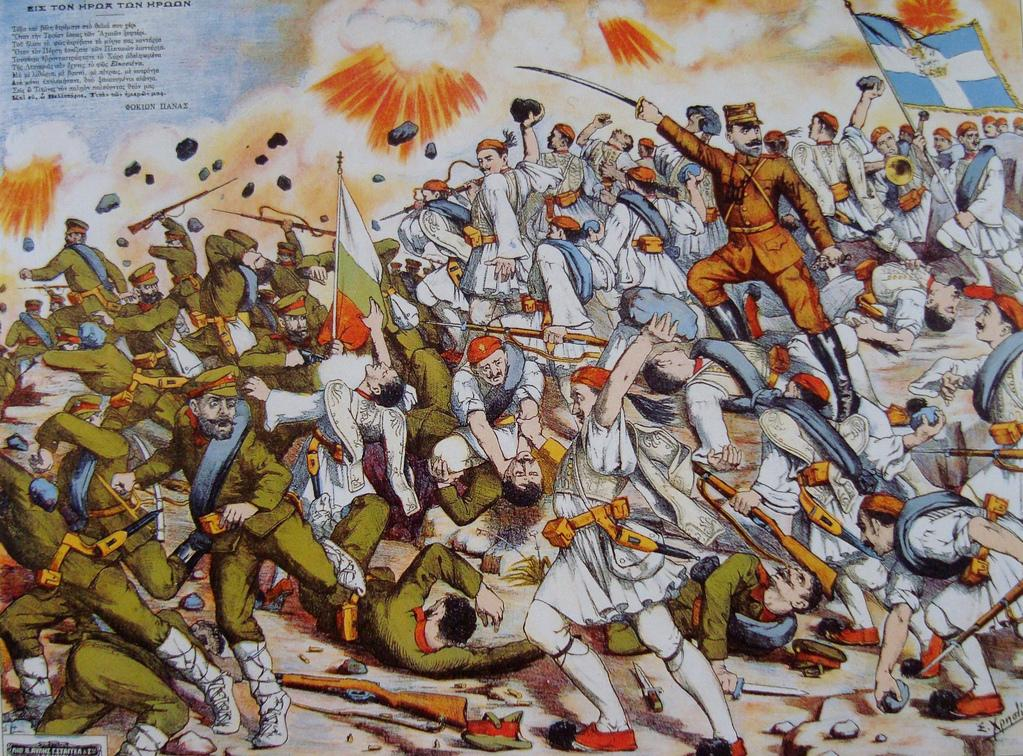
Последний бой Велиссариу. Литография С. Христидиса

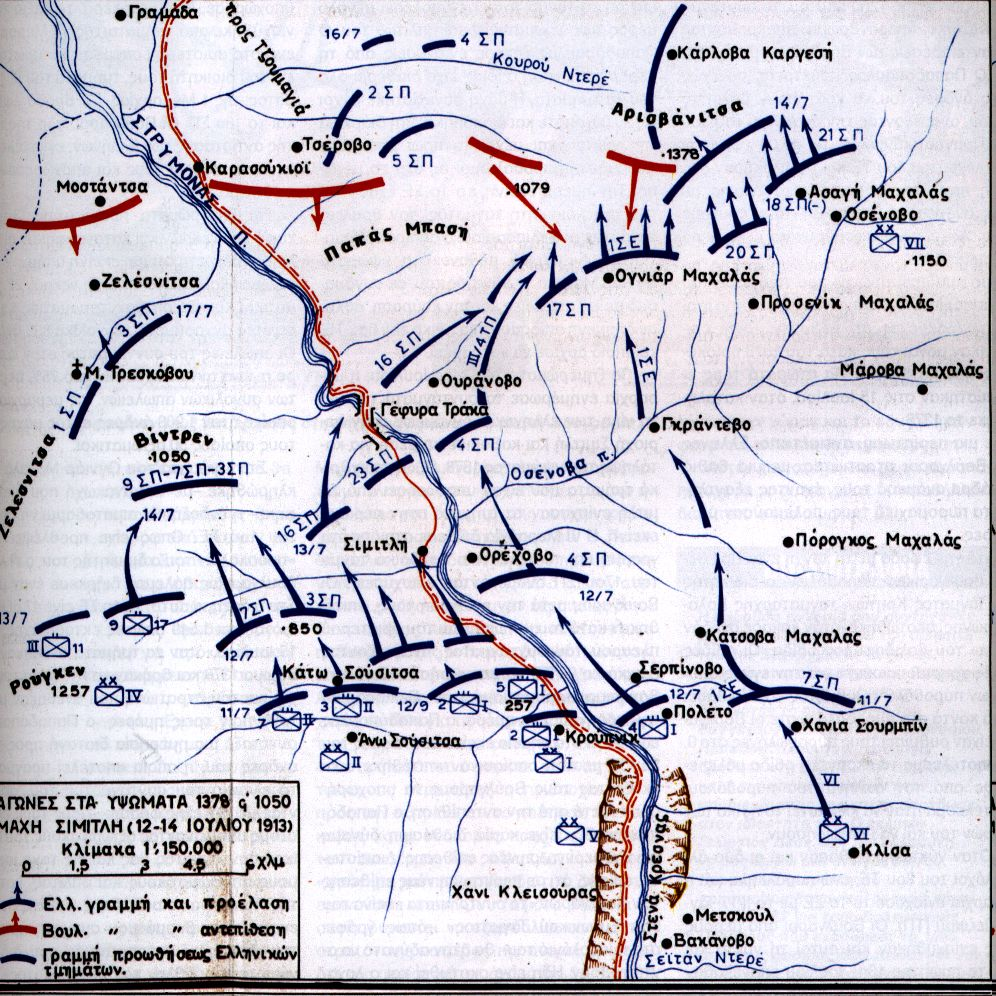
Наступление греческой армии в Кресненском ущелье. В верхнем правом углу высота 1378.

Осознав угрозу Софии и пользуясь пассивностью сербов, болгарское командование перебросило 1-ю армию с сербского фронта на греческий и силами 1-й и 2-й армий перешло в контрнаступление на выходе из ущелья с целью окружить греческую армию.
Сражение продолжилось 11 дней, с 8 по 18 июля. Король Константин, видя, что ему теперь противостоят части, прибывшие с сербского фронта, пытался убедить сербов перейти в наступление ввиду ослабления болгарских войск на их участке фронта, но сербы, испытывая дипломатическое давление со стороны России и Австро-Венгрии, а также не надеясь более выиграть что-либо, остались пассивными.
Тем временем 6-я греческая дивизия под командованием полковника Делаграмматикаса 13-14 июля вела в р-не Ореново сражение, которое, по свидетельству участников, «было самым жестоким и кровавым из всех сражений, данных греческой армии в ходе Балканских войн».
Эпицентром этого сражения стала высота 1378, взятие которой было возложено на 1-й гвардейский полк. С болгарской стороны в бой был брошен царский гвардейский полк. Дуэль гвардейских полков привела к их взаимоуничтожению.
Прибытие и атака 7-й греческой дивизии позволили опрокинуть позиции болгар, и утром 15 июля высота без боя была занята вновь прибывшими войсками и остатками гвардейского полка.
Ночью болгарские войска отступили на север, тем самым открыв дорогу на Горну Джумаю, которая и была занята греческой армией на следующий день.
Греческие войска также понесли серьёзные потери. В частности, был практически уничтожен 1-й гвардейский полк: за 2 дня боёв из 40 офицеров в строю осталось 9, были убиты 3 командира батальонов, убиты или ранены все командиры рот. Потери полка в живой силе превысили 50 %. Погиб и майор Велиссариу, гордость греческой армии, прозванный «Чёрным всадником».

## Первая попытка перемирия
Между тем как политическое, так и военное положение Болгарии кардинально ухудшилось. Турция, потерпевшая поражение в первой Балканской войне, и Румыния, ранее сохранявшая нейтралитет, решили воспользоваться тяжёлым положением Болгарии и решить свои задачи за её счет. 27 июня Румыния объявила войну Болгарии, и 6 румынских корпусов силой в 200 тыс. штыков, не встречая сопротивления, заняли Добруджу, дошли до Варны и остановились в 40 км севернее Софии.
Одновременно с вступлением в войну Румыния потребовала от всех участников войны заключения перемирия.
Венизелос запросил мнение короля, но тот настаивал на продолжении войны, заявляя: «Следует продиктовать условия мира на поле боя» и «Говорю, однако, что Болгария должна быть уничтожена». Сербия также отклонила первое перемирие. Между тем, 29 июня 1913 года в войну вступила и Турция, армия которой вышла за линию границ, определённую в Лондоне по итогам I Балканской войны.

## Вторая попытка перемирия

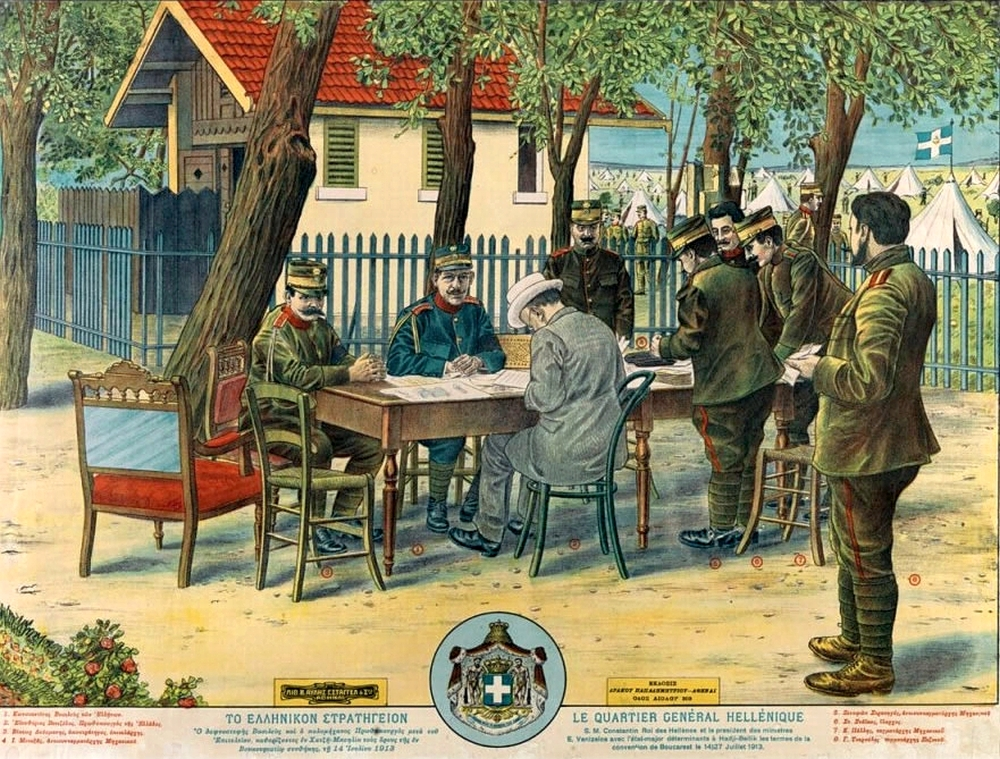
Греческий Генеральный штаб в Хаджи-Бейлике

Через несколько дней Румыния снова обратилась к участникам войны с предложением перемирия и пригласила стороны в Бухарест. Венизелос согласился, но 14 июля по пути в Бухарест заехал в ставку Константина, где выяснил, что закончилось сражение при Ореново, Кресненское ущелье было в руках греческих войск и дорога на Горну Джумаю была открыта. Будучи полон оптимизма, король чувствовал себя победителем, и попытка Венизелоса убедить короля в том, что занятие Софии не имеет смысла, оказалась безуспешной. Более того, на прощание король заявил премьер-министру: «Не подписывайте перемирия, пока я не разобью остатки врага и не войду в его столицу».

## Болгарская контратака
Уже на следующий день болгары, почти совсем оголив сербский фронт, перебросили свою 4-ю армию и атаковали левый фланг греческих войск, который защищала группа дивизий генерала Дамианоса. Одновременно болгары атаковали и на правом фланге в районе Неврокопи. Греческое командование было застигнуто врасплох.
В ходе двухдневных боев в районе Печово дивизии генерала Дамианоса сумели выстоять, стабилизировать свои позиции и снова занять Печово и Горну Джумаю.
Перед королём Константином встал вопрос: что делать дальше. Он обратился к командиру 6-й дивизии, к мнению которого прислушивался.
Старый генерал Манусояннакис советовал немедленно заключить перемирие.
Поняв, что вступить в Софию уже не удастся, король попросил своего премьер-министра подписать перемирие.

## Мир

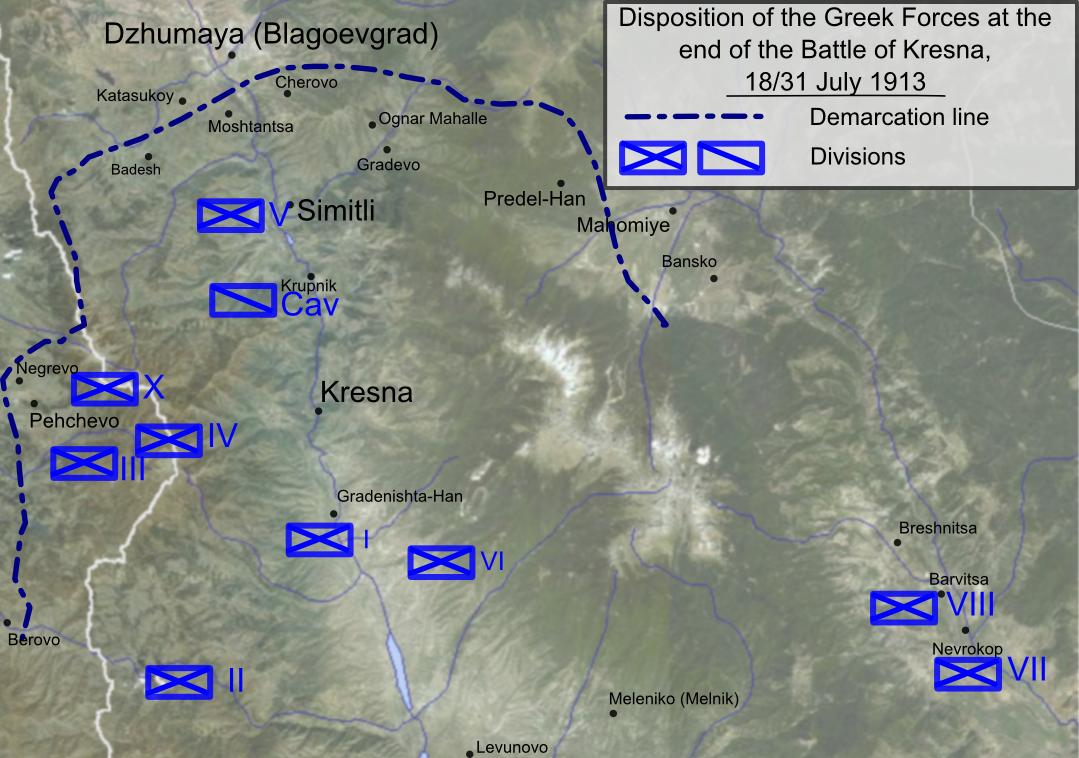
Демаркационная линия и расположение греческих войск после объявления перемирия.

18 июля боевые действия были прекращены, и в Бухаресте начались переговоры. 28 июля был заключён Бухарестский мир, по итогам которого Болгария потеряла значительную часть территорий, отошедших к ней в результате Первой Балканской войны, а также Южную Добруджу, отошедшую к Румынии.
В ходе переговоров болгарская делегация безуспешно пыталась убедить стороны, что болгарская армия выиграла сражение в Кресненском ущелье.
Среди историков до сих пор нет единого мнения о победителе в этом сражении. Фактом остаётся то, что Греция не смогла воспользоваться его плодами — согласно условиям Бухарестского мира, греческая армия оставила и Джумаю, и ущелье, а северная граница Греции была определена в районе Дойранского озера, то есть южнее даже позиций до начала сражения. В конечном итоге поле сражения сохранилось в составе Болгарии, но тем не менее страна понесла большие территориальные потери.